# Zigerbergkopf
Zigerbergkopf är en bergstopp i Österrike.   Den ligger i förbundslandet Vorarlberg, i den västra delen av landet, 500 km väster om huvudstaden Wien. Toppen på Zigerbergkopf är 2 051 meter över havet, eller 106 meter över den omgivande terrängen. Bredden vid basen är 0,37 km.
Terrängen runt Zigerbergkopf är huvudsakligen bergig, men söderut är den kuperad. Närmaste större samhälle är Feldkirch, 9,2 km norr om Zigerbergkopf. 
I omgivningarna runt Zigerbergkopf växer i huvudsak blandskog. Runt Zigerbergkopf är det ganska tätbefolkat, med 54 invånare per kvadratkilometer.